# Fistularia corneta
Fistularia corneta ist ein Meeresfisch aus der Familie der Flötenfische (Fistulariidae), der küstennah im östlichen Pazifik von der Westküste der Baja California und dem Golf von Kalifornien bis Peru sowie bei zahlreichen vorgelagerten Inseln vorkommt.

## Merkmale
Die sehr schlanken Fische können eine Maximallänge von 1,06 Meter erreichen. Sie sind auf der Rückenseite orange bis rötlich gefärbt und bräunlich oder schwarz gefleckt, auf der Bauchseite sind sie heller. Rücken- und Afterflosse haben orange Wurzeln. Das mittig liegende lange, fadenförmige Element der gegabelten Schwanzflosse ist dunkel. Die Anzahl der Wirbel liegt bei 75 oder 76. Die kurze, weit hinten liegende Rückenflosse wird von 17 bis 20 Flossenstrahlen gestützt. Bei der Afterflosse sind es 16 bis 19. Die Anzahl der Branchiostegalstrahlen liegt bei fünf. In der Haut liegende Stachelreihen sind leicht zu erkennen, einzelne Stacheln können aber schwer zu erkennen sein.
Fistularia corneta lebt unterhalb einer Wassertiefe von 30 Metern an der mittleren Pazifikküste des amerikanischen Doppelkontinents sowie bei vorgelagerten Inseln über felsigem Untergrund. Er ernährt sich vor allem von kleinen Fischen.